# Onthophagus umbilicatus
Onthophagus umbilicatus là một loài bọ cánh cứng trong họ Bọ hung (Scarabaeidae).